# Campo (ciência da computação)
Em ciência da computação, os dados podem ser divididos em partes conhecidas como campos. Por exemplo, um computador pode representar o dia de hoje em três campos: o dia, o mês e o ano. Um campo contém, normalmente, um tipo e um tamanho definido.
Os programas de computador utilizam registros para a manipulação de dados. Um registro é a composição de uma série de campos que podem ter tipos e tamanhos variados.
As bases de dados relacionais organizam os dados em conjuntos de registros de base de dados, também conhecidos como linhas de uma tabela. Os campos de uma tabela, que juntos formam um registro, são conhecidos como colunas da tabela.